# Metrobus (Caracas)

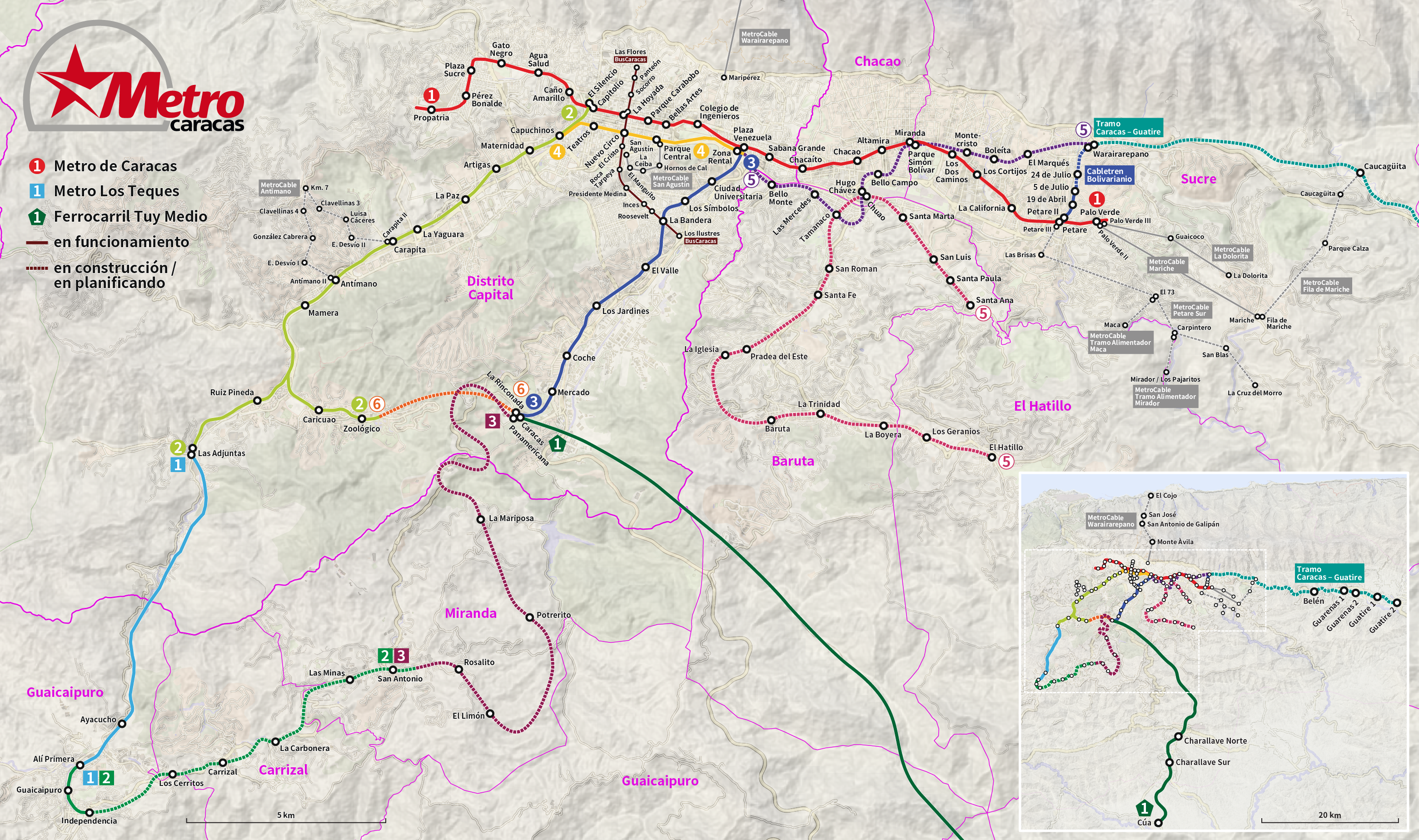
Mapa do Metrô de Caracas

O Metrobus é um sistema venezuelano de ônibus que faz parte do Metro de Caracas. Esse sistema liga as estações do Metro de Caracas aos bairros mais afastados da cidade.

## Cobertura
O sistema Metrobus cobre atualmente 20 rotas urbanas e 4 suburbanas no Distrito Metropolitano de Caracas e sua zona metropolitana, incluindo a cidade de Los Teques e as cidades domitório de Guarenas, Guatire e San Antonio de los Altos.

## Infraestrutura
O sistema Metrobus é formado por:
Operadoras: são duas. Una está situada na estação La Paz no oeste da cidade, e a outra na estação Petare,ao leste.
Patios: nas estações Los Dos Caminos, La Rosa en Guatire e El Tambor en Los Teques. 
Postos de Controle: localizados nas estações Zoológico, La Paz, El Valle, Bellas Artes, Plaza Venezuela, Chacaíto, Altamira, Los Cortijos, La California e Petare. 
Terminais: nas estações La Paz, Petare, Trapichito en Guarenas e La Rosa en Guatire. 

## Rotas
| 001 | Macaracuay - La California-Estação La California         |
| 002 | El Llanito - Estação La California                       |
| 003 | El Marqués - Estação La California                       |
| 021 | Lomas del Ávila - Estação Palo Verde                     |
| 011 | Guarenas - Estação Petare                                |
| 012 | La Rosa - Estação Petare                                 |
| 111 | Sebucán - Estação Los Dos Caminos                        |
| 112 | La Urbina /Rómulo Gallegos - Estação Los Dos Caminos     |
| 121 | Santa Paula / Caurimare - Estación Los Cortijos          |
| 122 | Boleíta - Estação Los Cortijos                           |
| 201 | El Cafetal - Estação Altamira                            |
| 202 | El Hatillo - Estação Altamira                            |
| 203 | La Trinidad / Terrazas de Club Hípico - Estação Altamira |
| 221 | Las Mercedes - Estação Chacaíto                          |
| 222 | Baruta / Terrazas de Club Hípico - Estação Chacaito      |
| 302 | La Florida - Estação Sabana Grande                       |
| 312 | Santa Mónica - Estação Plaza Venezuela                   |
| 314 | Las Palmas - Estação Plaza Venezuela                     |
| 315 | Colinas de Bello Monte - Estação Plaza Venezuela         |
| 421 | San Bernardino - Estação Bellas Artes                    |
| 601 | La Paz / Montalbán -Estação Antímano                     |
| 731 | UD4 / UD5 - Estação Zoológico                            |
| 852 | Los Teques - Estação El Valle                            |
| 854 | San Antonio de Los Altos - Estação El Valle              |